# Armeens-Azerbeidzjaanse Oorlog
De Armeens-Azerbeidzjaanse Oorlog, die begon na de Russische Revolutie, was een reeks moeilijk te classificeren conflicten van 1918 tot 1920 tijdens de korte onafhankelijkheid van Republiek Armenië en Democratische Republiek Azerbeidzjan. Het Ottomaanse Rijk en het Britse Rijk waren erbij betrokken in verschillende hoedanigheden: het Ottomaanse Rijk verliet het gebied na de Wapenstilstand van Mudros, maar Britse invloeden bleven daar totdat Dunsterforce zich terugtrok in de jaren 1920. Bij de conflicten in de betwiste districten Gazakh-Shamshadin, Zangezoer (Sjoenik), Nachitsjevan en Karabach waren ook burgers betrokken. Het gebruik van guerrillaoperaties waren de hoofdredenen achter het hoge aantal burgerslachtoffers. De redenen achter dit conflict zijn na bijna een eeuw nog lang niet duidelijk.
In 1917 vond de Russische Revolutie plaats en stortte het land in chaos, waardoor de Russische veroveringen op het Ottomaanse Rijk verloren gingen en tegelijkertijd de Armeniërs op voormalig Russisch grondgebied hun eigen staat konden stichten. De Armeense Republiek kreeg te maken met militaire interventies van Azerbeidzjan, het Ottomaanse Rijk, Groot-Brittannië en het Rode Leger van bolsjewistisch Rusland. Aanleiding voor de interventies waren de grenzen van de nieuwe Republiek. Armenië, en het eveneens in 1918 onafhankelijk geworden Azerbeidzjan, maakten beide aanspraak op de provincies Nachitsjevan, Zangezoer en Nagorno-Karabach. De grens tussen Armenië en het Ottomaanse Rijk was eveneens betwist.
De strijd om Nachitsjevan werd als eerste beslecht. Een succesvolle Turkse militaire interventie voegde de provincie toe aan het grondgebied van de Azeri's. Ondanks de Turkse militaire steun aan Azerbeidzjan slaagde een Armeens partizanenleger erin om de provincie Zangezoer bij Armenië te voegen. Met het einde van de Eerste Wereldoorlog op 30 oktober 1918 was de Turkse rol in Transkaukasië voorlopig uitgespeeld.
Van oktober 1918 tot augustus 1919 deed Groot-Brittannië zijn invloed gelden in Transkaukasië. Het Britse leger was vanuit Perzië naar de Kaukasus opgetrokken om de Turkse invloed in de regio in te dammen en de Witten in de Russische burgeroorlog te steunen. De Britten probeerden de Turkse ambities in de regio in te tomen door de Azerbeidzjaanse aanspraak op de drie betwiste provincies en de Armeense aanspraak op Turks grondgebied te steunen. Groot-Brittannië hoopte twee levensvatbare staten te vestigen. Het Britse leger ging er niet toe over Zangezoer en Nagorno-Karabach gewapenderhand bij Azerbeidzjan te voegen. In plaats daarvan verwees Londen de Armenen en de Azeri's naar de Parijse vredesconferentie waar de grenzen in de Kaukasus definitief zouden worden vastgelegd. Groot-Brittannië wachtte de uitkomst van de conferentie niet af. In augustus 1919 trok het land zich terug uit delen van de Kaukasus, ondanks verzoeken van de Britse afgezant in de Transkaukasië Oliver Wardrop dit niet te doen.
De Britse militaire interventie had een Armeense poging voorkomen om Nagorno-Karabach net als Zangezoer gewapenderhand onder Armeens gezag te plaatsen. Met het vertrek van het Britse leger barstte de strijd om Karabach los. Daarbij werd onder andere de voornamelijk Armeense stad Shushi door de Azeri's grotendeels verwoest, omgedoopt in Shusha, en in bezit genomen. Terwijl Armenië en Azerbeidzjan slag leverden om Nagorno-Karabach intervenieerde de Sovjet-Unie als derde partij in het conflict. In 1920 trok het Rode Leger Azerbeidzjan binnen en bezette vervolgens Nagorno-Karabach, Zangezoer en Nachitsjevan. De Armeense rompstaat die overbleef werd in september 1920 door zowel de Turken als de Sovjets aangevallen en werd in december 1920 de Armeense Socialistische Sovjetrepubliek uitgeroepen. In augustus 1920 was de Parijse vredesconferentie uitgemond in het verdrag van Sèvres waarin delen van het Ottomaanse Rijk aan Armenië werden toebedeeld. Voor de Armenen kwam het verdrag te laat en de Geallieerden waren niet bereid het verdrag gewapenderhand af te dwingen.
In 1921 sloten de Sovjets en het Ottomaanse Rijk het verdrag van Kars waarin de grens tussen beide landen werd vastgelegd. In ruil voor de door het Ottomaanse Rijk bezette Georgische havenstad Batoemi droegen de Sovjets Armeens grondgebied over aan Turkije. Nachitsjevan werd om de Turken tegemoet te komen een autonome republiek in de Azerbeidzjaanse SSR. Volgens het verdrag van Kars uit 1921 stond Turkije garant voor de autonome status van Nachitsjevan. Als verdere tegemoetkoming aan de Turken plaatste Jozef Stalin in 1923 Nagorno-Karabach als autonome deelprovincie onder het gezag van de Azerbeidzjaanse Socialistische Sovjetrepubliek.